# کره برگر

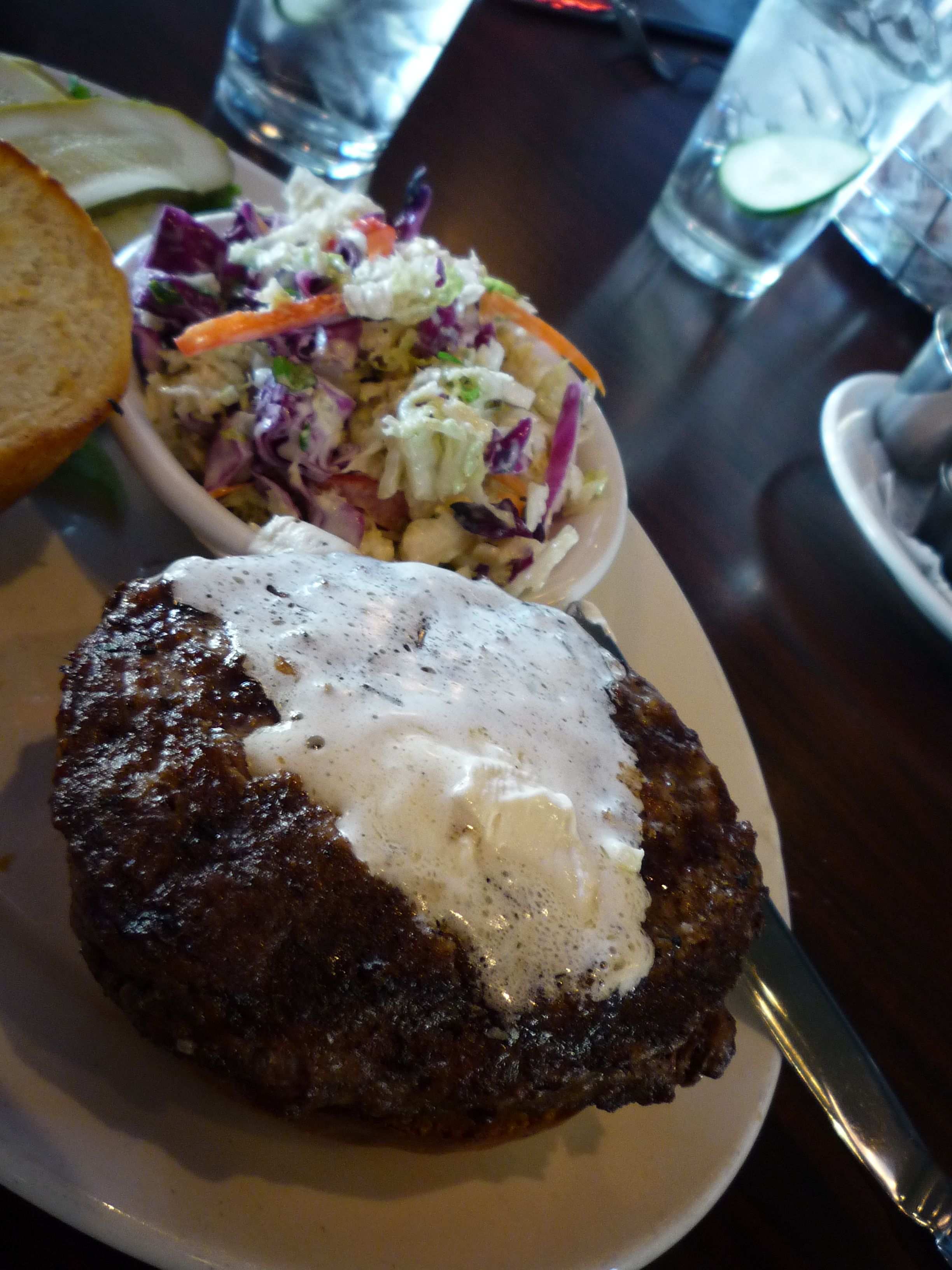
نمونه ای از کره برگر

کره برگر همبرگری است که روی آن کره یا مستقیماً روی پتی یا روی نان روی آن قرار گرفته‌است. احتمالاً در ویسکانسین اختراع شده‌اند، اما همچنان در سراسر غرب میانه ایالات متحده محبوب هستند و کالای اصلی رستوران فست فود کالورز مستقر در ویسکانسین هستند. امروزه بسیاری از رستوران‌ها در ویسکانسین و اطراف آن کره برگر سرو می‌کنند.

## تاریخچه
در سال ۱۸۸۵، چارلی ناگرین همبرگر سرخ شده در کره را در نمایشگاه سیمور سرو کرد و در این فرایند کره برگر را اختراع کرد. کره برگر توسط Solly's Grille و Krolls' در سال ۱۹۳۶ رایج شد هر دو رستوران در حین پختن پتی، یک پد کره روی آن قرار دادند. کالورز، که در سال ۱۹۸۴ تأسیس شد، بر خلاف خود پتی، روی نان را با کره می‌پوشاند. در سال ۲۰۰۹، Steak 'n Shake «استیک برگر کره ای ویسکانسین» خود را معرفی کرد که شامل کره ویسکانسین و پنیر آمریکایی بود. در سال ۲۰۱۵، جک این د باکس «کلاسیک باتری جک» را معرفی کرد، یک همبرگر کره با کره گیاهی سیر که روی پتی ذوب شده بود. در سال ۲۰۲۱، استاتر برادرز. بازارها " Butter Burger " خود را معرفی کردند، یک همبرگر کره برگر با کره واقعی که در داخل آن تزریق شده بود.